# 尤哈纳·瓦尔蒂艾宁
尤哈纳·瓦尔蒂艾宁（芬蘭語：Juhana Vartiainen；1958年5月28日—）是芬兰经济学家、芬兰议会议员及赫尔辛基市长。他是民族联合党党员，在1975至2015年间他曾是芬兰社会民主党党员。

## 从政经历
在从政之前瓦尔蒂艾宁在2011至2015年间担任芬兰国家经济研究中心的领导。
在2015年芬兰议会选举中，瓦尔蒂艾宁以11,436张选票当选为议员。在2019年芬蘭議會選舉中，他再次以8,206张选票获得连任。